# Campeonato Mundial de Snowboard de 2013 - Halfpipe masculino
A prova do halfpipe masculino do Campeonato Mundial de Snowboard de 2013 foi disputado entre 19 e 20 de janeiro  em Stoneham, Quebec, Canadá. 

## Medalhistas
| Ouro                    | Prata              | Bronze             |
| Yuri Podladchikov (SUI) | Taku Hiraoka (JPN) | Markus Malin (FIN) |

## Resultados

### Qualificação
| Colocação | Bib | Nome               | Nacionalidade  | Descida 1 | Descida 2 | Melhor | Notas |
| --------- | --- | ------------------ | -------------- | --------- | --------- | ------ | ----- |
| 1         | 39  | Yuri Podladchikov  | Suíça          | 89.66     | 14.66     | 89.66  | QF    |
| 2         | 40  | Christian Haller   | Suíça          | 81.33     | 87.66     | 87.66  | QF    |
| 3         | 6   | Nathan Johnstone   | Austrália      | 87.00     | 13.33     | 87.00  | QF    |
| 4         | 28  | Markus Malin       | Finlândia      | 86.00     | 59.66     | 86.00  | QF    |
| 5         | 1   | Taku Hiraoka       | Japão          | 82.66     | 82.00     | 82.66  | QF    |
| 6         | 5   | Janne Korpi        | Finlândia      | 8.66      | 77.33     | 77.33  | QF    |
| 7         | 31  | Ryō Aono           | Japão          | 45.00     | 83.66     | 83.66  | QSF   |
| 8         | 16  | Peetu Piiroinen    | Finlândia      | 74.66     | 75.66     | 75.66  | QSF   |
| 9         | 2   | Kosuke Hosokawa    | Japão          | 75.00     | 63.66     | 75.00  | QSF   |
| 10        | 4   | Dimi de Jong       | Países Baixos  | 70.66     | 74.33     | 74.33  | QSF   |
| 11        | 8   | Ilkka-Eemeli Laari | Finlândia      | 70.33     | 73.33     | 73.33  | QSF   |
| 12        | 29  | Scott James        | Austrália      | 66.33     | 72.33     | 72.33  | QSF   |
| 13        | 33  | Kent Callister     | Austrália      | 67.66     | 71.66     | 71.66  | QSF   |
| 14        | 13  | Spencer Shaw       | Estados Unidos | 69.33     | 12.66     | 69.33  | QSF   |
| 15        | 27  | Brad Martin        | Canadá         | 69.00     | 14.66     | 69.00  | QSF   |
| 16        | 37  | Lars Bachmann      | Suíça          | 36.00     | 65.00     | 65.00  | QSF   |
| 17        | 30  | Shuhei Sato        | Japão          | 11.66     | 64.66     | 64.66  | QSF   |
| 18        | 43  | Ben Kilner         | Reino Unido    | 64.33     | 59.33     | 64.33  | QSF   |
| 19        | 19  | Seamus O'Connor    | Irlanda        | 38.33     | 68.66     | 68.66  |       |
| 20        | 12  | Taylor Gold        | Estados Unidos | 64.00     | 62.33     | 64.00  |       |
| 21        | 48  | Johann Baisamy     | França         | 26.66     | 63.00     | 63.00  |       |
| 22        | 35  | Tim-Kevin Ravnjak  | Eslovênia      | 62.66     | 30.66     | 62.66  |       |
| 23        | 21  | Lee Kwang-Ki       | Coreia do Sul  | 54.33     | 60.66     | 60.66  |       |
| 23        | 34  | Arthur Longo       | França         | 60.66     | 58.66     | 60.66  |       |
| 25        | 18  | Shi Wancheng       | China          | 60.33     | 41.00     | 60.33  |       |
| 26        | 9   | Jan Kralj          | Eslovênia      | 56.33     | 60.00     | 60.00  |       |
| 27        | 14  | Michal Ligocki     | Polónia        | 37.33     | 59.00     | 59.00  |       |
| 28        | 20  | Brett Esser        | Estados Unidos | 58.33     | 58.66     | 58.66  |       |
| 29        | 11  | Kim Ho-Jun         | Coreia do Sul  | 15.33     | 58.00     | 58.00  |       |
| 30        | 17  | Brennen Swanson    | Estados Unidos | 19.66     | 57.66     | 57.66  |       |
| 31        | 7   | Steve Krijbolder   | Países Baixos  | 56.00     | 26.33     | 56.00  |       |
| 32        | 41  | Justin Lamoureux   | Canadá         | 53.66     | 55.33     | 55.33  |       |
| 33        | 15  | David Hablützel    | Suíça          | 54.66     | 14.66     | 54.66  |       |
| 34        | 25  | Filip Kavcic       | Eslovênia      | 22.66     | 53.66     | 53.66  |       |
| 35        | 22  | Kevin Bronckaers   | Bélgica        | 53.00     | 45.00     | 53.00  |       |
| 36        | 47  | Hu Yi              | China          | 52.66     | 16.66     | 52.66  |       |
| 37        | 10  | Jan Necas          | Chéquia        | 52.33     | 16.66     | 52.33  |       |
| 38        | 45  | Sebbe de Buck      | Bélgica        | 50.00     | 40.66     | 50.00  |       |
| 39        | 24  | Xu Dechao          | China          | 48.00     | 24.66     | 48.00  |       |
| 39        | 49  | Dominic Harington  | Reino Unido    | 48.00     | 23.00     | 48.00  |       |
| 41        | 36  | Manuel Pietropoli  | Itália         | 12.00     | 47.33     | 47.33  |       |
| 42        | 38  | Ruben Verges       | Espanha        | 44.66     | 46.00     | 46.00  |       |
| 43        | 23  | Martin Mikyska     | Chéquia        | 43.33     | 17.33     | 43.33  |       |
| 43        | 50  | Park Sung-Jin      | Coreia do Sul  | 26.33     | 43.33     | 43.33  |       |
| 45        | 51  | Dmitry Mindrul     | Rússia         | 42.33     | 20.00     | 42.33  |       |
| 46        | 53  | Kory Wright        | Bahamas        | 41.66     | 26.66     | 41.66  |       |
| 47        | 46  | Sergey Tarasov     | Rússia         | 38.33     | 18.00     | 38.33  |       |
| 48        | 32  | Nikita Avtaneev    | Rússia         | 28.00     | 38.00     | 38.00  |       |
| 49        | 42  | Dolf van der Wal   | Países Baixos  | 29.00     | 16.66     | 29.00  |       |
| 50        | 26  | Woo Jae-Won        | Coreia do Sul  | 18.66     | 18.66     | 18.66  |       |
| 51        | 52  | Derek Livingston   | Canadá         | 9.66      | 8.00      | 9.66   |       |
| 52        | 44  | Harrison Gray      | Canadá         | 7.66      | DNS       | 7.66   |       |
| 53        | 3   | Zhang Yiwei        | China          | DNS       | DNS       | DNS    |       |

### Semifinal
| Colocação | Bib | Nome               | Nacionalidade  | Descida 1 | Descida 2 | Melhor | Notas |
| --------- | --- | ------------------ | -------------- | --------- | --------- | ------ | ----- |
| 1         | 31  | Ryō Aono           | Japão          | 88.50     | 88.25     | 88.50  | QF    |
| 2         | 29  | Scott James        | Austrália      | 44.50     | 81.75     | 81.75  | QF    |
| 3         | 16  | Peetu Piiroinen    | Finlândia      | 44.25     | 78.75     | 78.75  | QF    |
| 4         | 8   | Ilkka-Eemeli Laari | Finlândia      | 78.25     | 44.00     | 78.25  | QF    |
| 5         | 13  | Spencer Shaw       | Estados Unidos | 25.50     | 76.00     | 76.00  | QF    |
| 6         | 27  | Brad Martin        | Canadá         | 72.50     | 51.00     | 72.50  | QF    |
| 7         | 4   | Dimi de Jong       | Países Baixos  | 72.00     | 72.25     | 72.25  |       |
| 8         | 30  | Shuhei Sato        | Japão          | 66.25     | 56.00     | 66.25  |       |
| 9         | 33  | Kent Callister     | Austrália      | 60.25     | 65.00     | 65.00  |       |
| 10        | 43  | Ben Kilner         | Reino Unido    | 59.00     | 63.50     | 63.50  |       |
| 11        | 2   | Kosuke Hosokawa    | Japão          | 6.50      | 60.50     | 60.50  |       |
| 12        | 37  | Lars Bachmann      | Suíça          | 52.50     | 14.75     | 52.50  |       |

### Final
| Colocação         | Bib | Nome               | Nacionalidade  | Descida 1 | Descida 2 | Melhor | Notas |
| ----------------- | --- | ------------------ | -------------- | --------- | --------- | ------ | ----- |
| Medalha de ouro   | 39  | Yuri Podladchikov  | Suíça          | 64.50     | 94.25     | 94.25  |       |
| Medalha de prata  | 1   | Taku Hiraoka       | Japão          | 89.50     | 93.75     | 93.75  |       |
| Medalha de bronze | 28  | Markus Malin       | Finlândia      | 75.25     | 86.75     | 86.75  |       |
| 4                 | 40  | Christian Haller   | Suíça          | 83.25     | 85.75     | 85.75  |       |
| 5                 | 31  | Ryō Aono           | Japão          | 85.50     | 34.00     | 85.50  |       |
| 6                 | 29  | Scott James        | Austrália      | 79.00     | 30.00     | 79.00  |       |
| 7                 | 6   | Nathan Johnstone   | Austrália      | 22.25     | 76.75     | 76.75  |       |
| 8                 | 16  | Peetu Piiroinen    | Finlândia      | 75.00     | 71.25     | 75.00  |       |
| 9                 | 8   | Ilkka-Eemeli Laari | Finlândia      | 17.75     | 61.25     | 61.25  |       |
| 10                | 27  | Brad Martin        | Canadá         | 46.50     | 59.50     | 59.50  |       |
| 11                | 5   | Janne Korpi        | Finlândia      | 18.25     | 38.75     | 38.75  |       |
| 12                | 13  | Spencer Shaw       | Estados Unidos | 19.00     | 21.50     | 21.50  |       |

Legenda
| Recorde mundial       | Recorde mundial (World record)               |                       | Recorde africano                      | Recorde africano (African) |                                           | Q | Classificado por posição (Qualified) |
| Recorde do campeonato | Recorde do campeonato (Championship record)  | Recorde da América    | Recorde da América (Americas)         | q                          | Classificado por melhor tempo (Qualified) |   |                                      |
| Melhor marca do ano   | Melhor marca do ano (World leading)          | Recorde asiático      | Recorde asiático (Asian)              | DNS                        | Não largou (Did not start)                |   |                                      |
| Recorde nacional      | Recorde nacional (National record)           | Recorde europeu       | Recorde europeu (European)            | DNF                        | Não terminou (Did not finish)             |   |                                      |
| Recorde pessoal       | Recorde pessoal do atleta (Personal best)    | Recorde da Oceania    | Recorde da Oceania (Oceania)          | DSQ / DQ                   | Desclassificado (Disqualified)            |   |                                      |
| Recorde da temporada  | Recorde da temporada do atleta (Season best) | Recorde sul-americano | Recorde sul-americano (South America) | NM                         | Sem marca (No mark)                       |   |                                      |